# Hugo Pos
Hugo Pos (Paramaribo, 28 de noviembre de 1913 - Ámsterdam, 11 de noviembre de 2000) fue un abogado, escritor y poeta neerlandés nacido en Surinam.

## Trayectoria

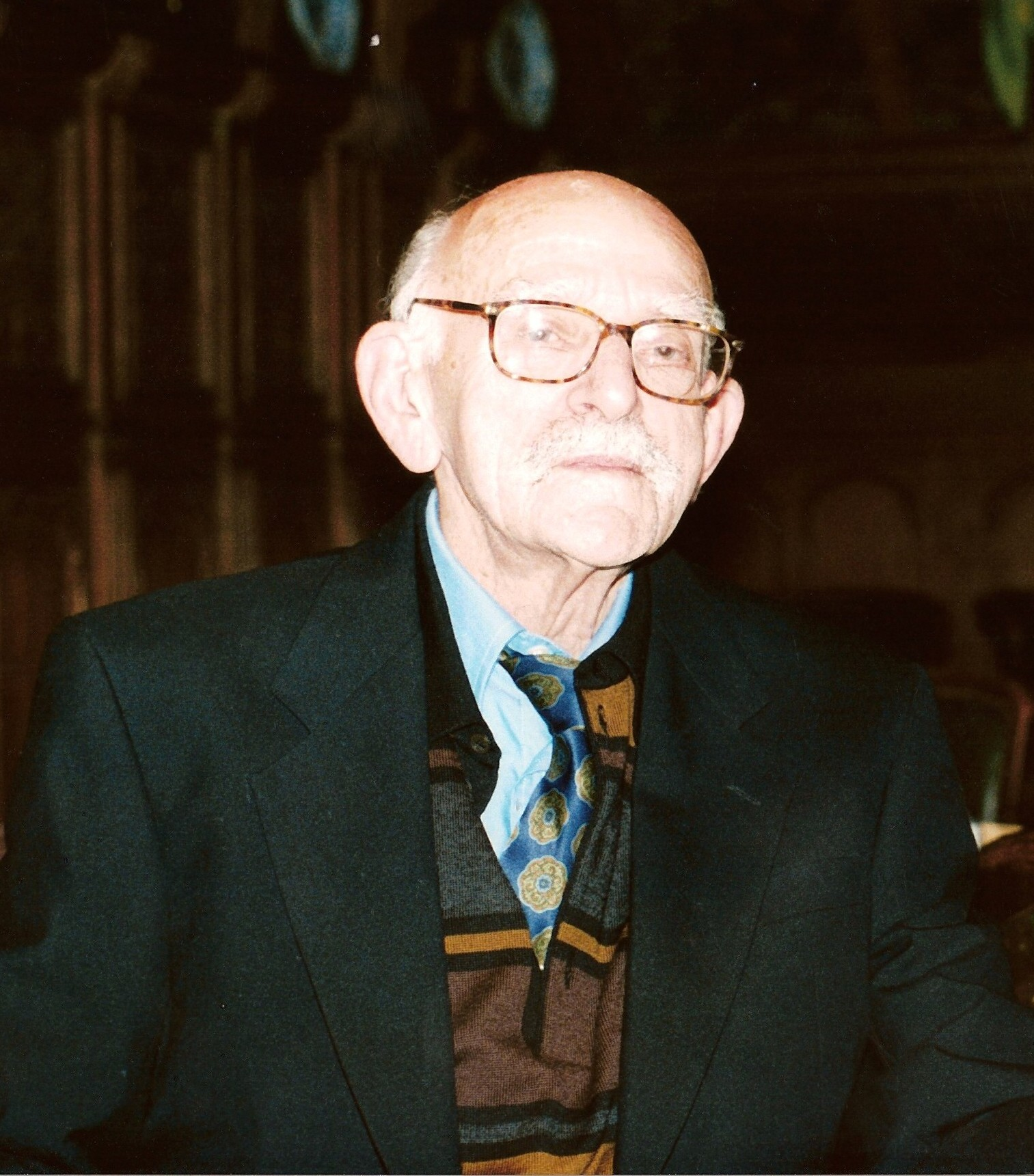
Hugo Pos durante su 85.º cumpleaños en 1998. Foto: R. Tjoe Ny.

Pos nace en Surinam. En 1925 fue enviado a Holanda para asistir a la escuela, primero en Leiden y posteriormente en París estudia derecho. 
Justo después de su graduación, en 1940 los alemanes invadieron los Países Bajos. Decide entonces abandonar el país y se dirige a Scheveningen, desde allí parte en un bote. Se embarca con dos compatriotas, en la costa neerlandesa, y desembarca en Dunkerque. Allí colaboró en la evacuación de las tropas británicas después de la derrota franco-británica y posteriormente regresa a los Países Bajos. 
En 1940 se entera de la posibilidad de utilizar Delfzijl para abandonar los Países Bajos, al igual que había hecho Chris Krediet con anterioridad. Firmó como cocinero en un barco llamado 'Mascot" y viajó a Finlandia. 
Continuó su viaje a Vladivostok, donde conoció a Chris Krediet, y juntos se fueron con un carguero japonés a Japón. La nave también transportaba muchos refugiados judíos a bordo. Vía San Francisco llegó a Stratford, en Canadá, donde realiza un corto entrenamiento militar. En octubre de 1941 viaja con un buque de tropas a Wolverhampton, Inglaterra. 
Posteriormente a la guerra estuvo en Inglaterra, en Indonesia con su lucha por la independencia en ciernes y en Japón para el juicio de criminales de guerra. 
Posteriormente Pos trabaja en Surinam y los Países Bajos como juez. En "Oriente y Occidente y los Países Bajos" (1986) le relata a Jos de Roo todas estas experiencias.

## Poeta y escritor
En Surinam tiempo después de la guerra escribió bajo el seudónimo de "Ernesto Albin" poemas en la revista Soela (1963-1964) y varias obras de teatro, entre otras cosas, dirigiendo la obra "Vive la Vida" (1957). Su juego de radio llamado "Blanco y Negro" de esta época fue declarado desierto.
Empezó tarde a escribir en prosa, pero produjo algunos cuartetos, que luego fueron incorporados a Een uitroep zonder uitroepteken  (1987) y varias otras antologías. En su primera colección de cuentos Het doosje van Toeti (1985) relata aspectos de su niñez en Paramaribo y su emigración a Holanda (una de ellas en Verhalen van Surinaamse schrijvers, 1989). Las historias de la segunda colección, De ziekte van Anna Printemps (1987) acontecen en distintos lugares alrededor del globo. El cosmopolitanismo que se manifiesta en la colección de ensayos y relatos de viajes Reizen en stilstaan (1988) que se publicó con motivo de su cumpleaños número setenta y cinco,  donde él también reflexiona sobre las implicancia morales de los juicios que le toca presidir en nombre de la autoridad colonial sobre los sujetos colonizados.
Pos observa la realidad, poniendo todo bajo una luz levemente irónica y calificadora. Es un estilista impecable con una estructura sutil y una forma de presentación de hechos sobre eventos aparentemente aleatorios de forma de construir algo especial. Todos sus libros han sido publicados por The Knipscheer. Pos también escribió la obra de teatro De tranen van Den Uyl (1988) y durante muchos años fue crítico de la literatura de Surinam para el periódico Het Parool y de literatura japonesa para el periódico Trouw. 
Escribió varios artículos publicados sobre análisis de la literatura de Surinam y propuso en 1973 cooperar con el número sobre Surinam de Tirade. En 1995 publicó su autobiografía In triplo, por la que recibió el premio literario “E. du Perron”. Otros libros de su autoría incluyen: Van het een (1992), Voordat ik afreis (1993), Gedane zaken (1996), Het verlaten koninkrijk (1996), Voorbij Confucius (1996), Het averechts handelen (1997), Tot in de nde nde graad (1998), De ongewisse tijd (1999), Het talmen van de tijd (2000), Twaalf balladen (2005).